# Un idiot qui se croit Max Linder
Pour plus de détails, voir Fiche technique et Distribution.
Un idiot qui se croit Max Linder est un film muet français réalisé par Romeo Bosetti et Lucien Nonguet, sorti en 1914.

## Fiche technique
- Titre original : Un idiot qui se croit Max Linder
- Titre anglophone (États-Unis) : The False Max Linder
- Réalisation : Romeo Bosetti, Lucien Nonguet
- Scénario : Zecca Rollini, Romeo Bosetti
- Producteur :
- Société de production : Pathé Frères
- Société de distribution : Pathé Frères
- Pays d'origine :  France
- Langue : film muet avec les intertitres en français
- Métrage : 300 mètres (1 bobine)
- Format : Noir et blanc — 35 mm — 1,33:1 — Muet
- Genre : Comédie
- Durée : 10 minutes
- Dates de sortie : 
  - France : 29 septembre 1914

## Distribution
- Max Linder : Max
- Jules Vial : Gustave
- Romeo Bosetti : le directeur